# Cedar Grove (Alabama)
Pour les articles homonymes, voir Cedar Grove.
Cedar Grove est une communauté non-incorporée du comté de Baldwin (Alabama).
Elle fait partie de l'aire micropolitaine de Daphne–Fairhope–Foley.

## Géographie
La communauté se trouve à une altitude moyenne de 3 mètres.

### Climat
| Mois                                  | jan.            | fév.             | mars            | avril           | mai             | juin            | jui.            | août            | sep.            | oct.            | nov.            | déc.             |
| ------------------------------------- | --------------- | ---------------- | --------------- | --------------- | --------------- | --------------- | --------------- | --------------- | --------------- | --------------- | --------------- | ---------------- |
| Température minimale moyenne (°C)     | 4               | 6                | 9               | 13              | 17              | 21              | 23              | 22              | 20              | 14              | 9               | 6                |
| Température maximale moyenne (°C)     | 16              | 18               | 21              | 25              | 28              | 31              | 32              | 32              | 31              | 26              | 21              | 17               |
| Record de froid (°C) date du record   | −15 22/02/1985  | −12,2 03/02/1951 | −6,1 03/03/1980 | 1,1 11/04/1973  | 6,1 13/05/1960  | 11,1 01/06/1984 | 15 16/07/1967   | 15,6 15/08/2004 | 5 30/09/1967    | 0,6 21/10/1989  | −6,1 25/11/1950 | −13,3 13/12/1962 |
| Record de chaleur (°C) date du record | 27,8 02/01/1952 | 30,6 19/02/1982  | 28,4 30/03/2007 | 32,8 23/04/1987 | 36,7 07/05/1953 | 37,8 11/06/1954 | 38,3 16/07/1980 | 38,9 30/08/2000 | 37,8 10/09/1954 | 33,9 05/10/1954 | 32,8 02/11/1971 | 28,9 30/12/1965  |
| Précipitations (mm)                   | 155,2           | 138,9            | 170,4           | 115,1           | 142,2           | 150,9           | 203,2           | 158             | 151,6           | 90,7            | 131,8           | 111,8            |

## Sources

## Compléments